# Anax gibbosulus
Anax gibbosulus – gatunek ważki z rodziny żagnicowatych (Aeshnidae).